# Nils Landgren
Nils Landgren, (Degerfors, 1956. február 15. –) svéd harsonás, énekes.

## Pályafutása
Nils Landgren a svédországi Degerforsban született. 1972 és 1978 között klasszikus harsonázást tanult a Karlstad University-n, majd az Arvika Egyetemen folytatta tanulmányait. Miután megismerkedett a svéd folk-dzsessz úttörőjével, Bengt-Arne Wallin trombitás-kürtössel és Eje Thelin harsonással. Meggyőzték, hogy a szigorúan klasszikus tanulmányai után térjen át az improvizációra.
Érettségi után Landgren Stockholmba költözött, hogy profi harsonásként dolgozzon. Turnézni kezdett Björn Skifs svéd popsztárral. Skifs zenekara a „Blue Swede a Hooked on a Feeling” című dallal az Egyesült Államok popslágerlistáinak első számú slágerét adta ki.
1981-ben Thad Jones meghívta Landgrent, hogy csatlakozzon a „Ball of Fire” nevű big bandbe vezető harsonásnak.
Landgren számos műfajt művelt: dzsessz, rock, soul, hip hop, big band. Saját becslése szerint legalább 500 albumon közreműködött olyan együttesekben, mint például az ABBA, a The Crusaders, Eddie Harris, Bernard Purdie, Wyclef Jean és Herbie Hancock zenekara.
1983-ban kiadta debütáló albumát „Planet Rock” címmel. Ezt követte a Streetfighter (1984), a You're My Number One (1985), a Miles from Duke (1987) Bengt-Arne Wallinnal, a Second Chapter 1 (1987), a Two Chapter 2 és a Follow Your Heart (1989).
1992-ben voltak a Nils Landgren egység első fellépései. A Skandinávián túlmutató áttörése 1994-ben a németországi Salzauban volt a Jazz Baltica Fesztiválon. zenekara ezután a Nils Landgren Funk Unit lett. 2007 szeptemberében Landgren Funk Unit nevű zenekarával nyitotta meg a „Jazz It Up Shanghai Jazz Fesztivált”, és egy funk jazz show-t adott elő a Shanghai Conservatory of Music He Luting koncerttermében.
1985-87 között Landgren színészként, énekesként, harsonásként és táncosként lépett fel több mint 360 előadásban a SKÅL-ben, az év svéd színművében. Több tévéfilmben is szerepelt.

## Albumok
- 1987: Chapter Two "1"
- 1989: Chapter Two "2"
- 1990: Follow Your Heart
- 1992: Red Horn
- 1994: Live in Stockholm
- 1996: Paint it Blue
- 1996: Gotland
- 1998: Swedish Folk Modern & Esbjörn Svensson
- 1998: Live in Montreux
- 1999: 5000 Miles
- 1999: Ballads
- 2001: Layers of Light & Esbjörn Svensson
- 2001: Fonk da World
- 2002: Sentimental Journey
- 2003: I Will Wait For You & Rigmor Gustafsson
- 2004: Funky ABBA
- 2005: Creole Love Call & Joe Sample
- 2006: Christmas With My Friends
- 2007: License to & úFunk Unit
- 2010: Funk for Life & Funk Unit

## Díjak
- 1997: German Jazz Award for Paint It Blue
- 2008: honorary doctor at Karlstad University
- 2002: Tore Ehrling Prize, Swedish Society of Popular Composers
- 2012: Nils Landgren receives Sir George Martin Music Award
- 2019: Order of Merit of the Federal Republic of Germany
- Litteris et Artibus [3]

## Fordítás
Ez a szócikk részben vagy egészben  a   Nils Landgren című angol Wikipédia-szócikk ezen változatának fordításán alapul.  Az eredeti cikk szerkesztőit annak laptörténete sorolja fel. Ez a jelzés csupán a megfogalmazás eredetét és a szerzői jogokat jelzi, nem szolgál a cikkben szereplő információk forrásmegjelöléseként.